# Estuarium

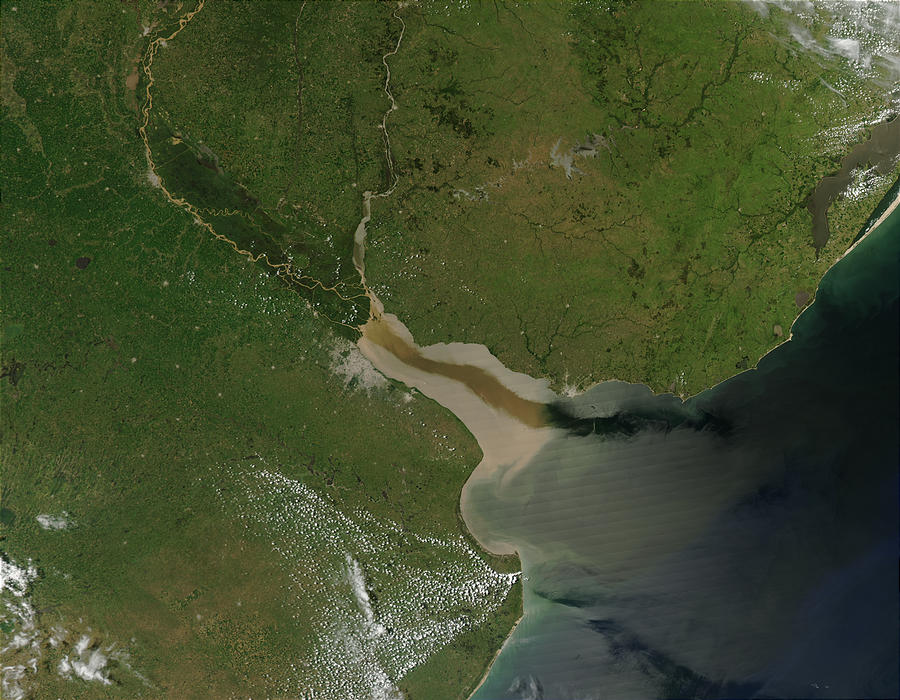
Estuarium La Plata

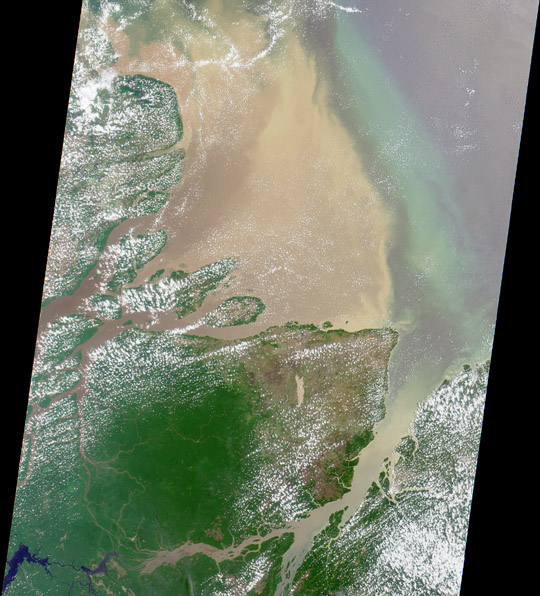
Estuaryjno-deltowe ujście Amazonki

Estuarium (z łac. aestuarium „droga morska”) – poszerzone, lejkowate ujście rzeki, powstałe w wyniku działania pływów morskich.
Przypływy i odpływy działają erozyjnie, wydzierając w stronę morza akumulowany przez rzekę materiał, i w związku z tym poszerzają ujście rzeki, jednocześnie uniemożliwiając utworzenie się delty z materiału akumulowanego z biegiem rzeki.
Estuaria dzielą się na otwarte (uchodzące do otwartego morza) i przegrodzone (czyli uchodzące do zamkniętej laguny).

## Przykłady estuariów
- Zatoka Świętego Wawrzyńca
- Żyronda (Gironde) – ujście Garonny
- ujście Loary
- ujście Tamizy
- ujście Mersey
- ujście Dee
- Zatoka Chesapeake
- La Plata
- ujście Tagu
- ujście Sekwany
- ujście Gambii
- ujście Łaby
- ujście Qiantang Jiang